# Антоново (Великоустюзький район)
Анто́ново (рос. Антоново) — присілок у складі Великоустюзького району Вологодської області, Росія. Входить до складу Усть-Алексієвського сільського поселення.

## Населення
Населення — 3 особи (2010; 6 у 2002).
Національний склад (станом на 2002 рік):
- росіяни — 100 %